# Uriondo
Uriondo o también Francisco Pérez de Uriondo, es una localidad y municipio de Bolivia, capital de la provincia de José María Avilés, en el Departamento de Tarija. Su epónimo es el caudillo chileno de las Provincias Unidas del Sud, Cnel. Francisco Pérez de Uriondo.
Uriondo es el centro administrativo de la provincia de José María Avilés y se encuentra a una altitud de 1700 m s. n. m. en la confluencia del río Rochero y río Camacho, 25 km al sur de la ciudad de Tarija, la capital del departamento. Tiene una población de aproximadamente 2500 habitantes. El municipio se divide en tres distritos municipales: Uriondo, Chocloca y Juntas, cada distrito con capitales homónimas.

## Clima
El clima de Uriondo, también puede ser clasificado como clima semiárido cálido, (BSh) (subhúmedo) en la parte central del municipio, clima estepario medio cálido, (BSk) y clima templado subhúmedo de montaña, (Cwb) en la parte oeste, clima subtropical subhúmedo, (Cwa) en el este y clima semiárido cálido templado, (BSh) –de sensación y calor mediterráneo– en pequeñas partes del norte del municipio, esto es según la clasificación climática de Köppen.
```
Climograma de Tarija, cerca de 15 km de Uriondo.
  
Fuente:
 GeoKLIMA
[
2
]
```

## Demografía
De acuerdo con el censo boliviano de 2024, la población del municipio de Uriondo es de 15 954 habitantes.
La población del municipio aumentó en más de un tercio entre 1992 y 2024, mientras que la población de la localidad casi se ha duplicado entre 1992 y 2012:
| Año  | Habitantes (municipio) | Habitantes (localidad) | Fuente |
| ---- | ---------------------- | ---------------------- | ------ |
| 1992 | 11 174                 | 911                    | Censo  |
| 2001 | 12 331                 | 1 236                  | Censo  |
| 2012 | 14 744                 | 1 722                  | Censo  |
| 2024 | 15 954                 |                        | Censo  |

## Transporte
Uriondo se encuentra a 25 km al sur de Tarija, la capital del departamento.
Desde Tarija, la carretera pavimentada Ruta 1 se dirige hacia el sureste a través de La Pintada hacia las localidades de Padcaya y Bermejo. A los 17 kilómetros, en el Cruce Concepción, un camino rural asfaltado se desvía hacia el oeste de la carretera general, cruza el valle del río Nuevo Guadalquivir a los cinco kilómetros y tras otros tres llega al pueblo de Uriondo. Desde aquí el camino continúa río arriba hasta los pueblos de Chocloca, Juntas, Chaguaya, Cañas y Camacho.

## Ciudades hermanas
- Mendoza, Argentina[4]
- San Juan, Argentina
- Córdoba, Argentina
- San Bernardino, Paraguay
- Tarija, Bolivia
- Cochabamba, Bolivia
- Santa Cruz de la Sierra, Bolivia